# Rotazione sincrona

Illustrazione di un generico satellite naturale in rotazione sincrona attorno al proprio pianeta. Gli eventuali abitanti del pianeta non potrebbero mai osservare il lato verde della propria luna.

Un corpo orbitante si dice in rotazione sincrona quando il suo periodo di rotazione è uguale al suo periodo di rivoluzione.
Come effetto della rotazione sincrona, il corpo orbitante mostra sempre la stessa faccia al corpo attorno al quale orbita. Ad esempio, la Luna mostra sempre la stessa faccia alla Terra indipendentemente dal punto di osservazione sulla Terra. La faccia nascosta della Luna fu vista per la prima volta solo nel 1959, quando la sonda sovietica Luna 3 inviò le prime immagini.

## Descrizione
La rotazione sincrona avviene quando gli oggetti astronomici, come pianeti e lune, orbitano uno vicino all'altro. Questo produce una sincronizzazione della rotazione o in alternativa una risonanza orbitale. 
L'attrazione gravitazionale tra due corpi genera forze di marea su entrambi, allungando leggermente ciascun corpo lungo l'asse diretto verso il compagno. Se i corpi in questione hanno sufficiente flessibilità e la forza di marea è sufficientemente forte, la forma generalmente sferica dei corpi orbitanti viene distorta.
Se entrambi i corpi orbitanti stanno ruotando su loro stessi, questa forma allungata non è stabile. La rotazione del corpo causerà lo spostamento dell'asse più lungo rispetto all'allineamento con l'altro oggetto, e la forza di marea dovrà "riformarlo" per ripristinare la situazione precedente. In altre parole, le protuberanze di marea si "muovono" attorno al corpo ruotante per restare allineate col corpo che le produce. Questo è chiaramente osservabile sulla Terra da come le maree oceaniche salgono e scendono col sorgere e tramontare della Luna, e ciò accade su tutti i corpi orbitanti in rotazione. 
La rotazione della protuberanza in direzione del corpo che l'ha provocata dà luogo ad una piccola ma significativa forza che rallenta la rotazione del primo corpo rispetto al secondo. Dato che occorre un certo intervallo di tempo, breve ma non nullo, per riposizionarsi, la protuberanza mareale del satellite è sempre leggermente spostata nella direzione di rotazione del satellite. Perciò, la protuberanza del satellite viene attirata dalla gravità del pianeta nella direzione opposta alla sua rotazione. Quindi la velocità di rotazione del satellite si riduce lentamente e il suo momento angolare orbitale aumenta della stessa quantità. Questo è valido nei casi in cui il satellite ruoti più velocemente della sua rivoluzione. Nel caso contrario le forze di marea aumentano la velocità di rotazione a spese del momento angolare orbitale.

## Esempi di rotazione sincrona
Pressoché tutti i satelliti dei pianeti del sistema solare sono in rotazione sincrona, poiché orbitano molto vicino al pianeta e le forze di marea aumentano rapidamente col decrescere della distanza. Fra i pianeti invece, solo Mercurio è in rotazione sincrona con il Sole, anche se in risonanza 3:2: tre rotazioni intorno al proprio asse ogni 2 rivoluzioni intorno al Sole.
La Terra è in rotazione asincrona rispetto al Sole, cioè compie una rotazione sul proprio asse in circa 24 ore mentre ruota attorno alla stella in circa 365 giorni. Se così non fosse, la Terra avrebbe illuminata solo una faccia costantemente.
Il periodo trascorso tra due successivi perigei di Venere è pari circa a cinque rotazioni del pianeta sul suo asse. Ciononostante, l'ipotesi di risonanza orbitale con la Terra è stata smentita.
Caronte, satellite di Plutone, è in rotazione sincrona con quest'ultimo. Come la Luna, che presenta alla Terra sempre la stessa faccia. Ma contrariamente alla Luna, Caronte si trova sull'orbita geostazionaria di Plutone. Così, oltre a presentare sempre la stessa faccia, Caronte appare immobile nel cielo di Plutone.
In generale, ogni oggetto che orbita vicino ad un altro oggetto massiccio per lunghi periodi (milioni di anni) è verosimilmente in rotazione sincrona, perché la forza mareale ha gradualmente spento, per così dire, la forza del corpo con massa minore, portandolo a non ruotare più su se stesso.
Infine, si prevede che in tutto l'universo siano in rotazione sincrona le coppie di stelle binarie tra loro vicine; lo stesso dovrebbe valere, come per Mercurio, per i pianeti extrasolari situati su un'orbita stretta attorno al proprio sole.